# Савино (Весьегонский район)
Савино — деревня в Весьегонском муниципальном округе Тверской области.

## География
Деревня находится в северо-восточной части Тверской области на расстоянии приблизительно 20 км на юг-юго-восток по прямой от районного центра города Весьегонск.

## История
Известна с 1859 года. Дворов здесь было 20 (1859), 32 (1889), 43 (1931), 41 (1963), 18 (1993), 11 (2008),. До 2019 года входила в состав Романовского сельского поселения до упразднения последнего.

## Население
Численность населения: 112 человек (1859 год), 138 (1889), 164 (1931), 106 (1963), 33 (1993),, 18 (100 % русские) в 2002 году, 17 в 2010.